# Visite de Nancy Pelosi à Taïwan

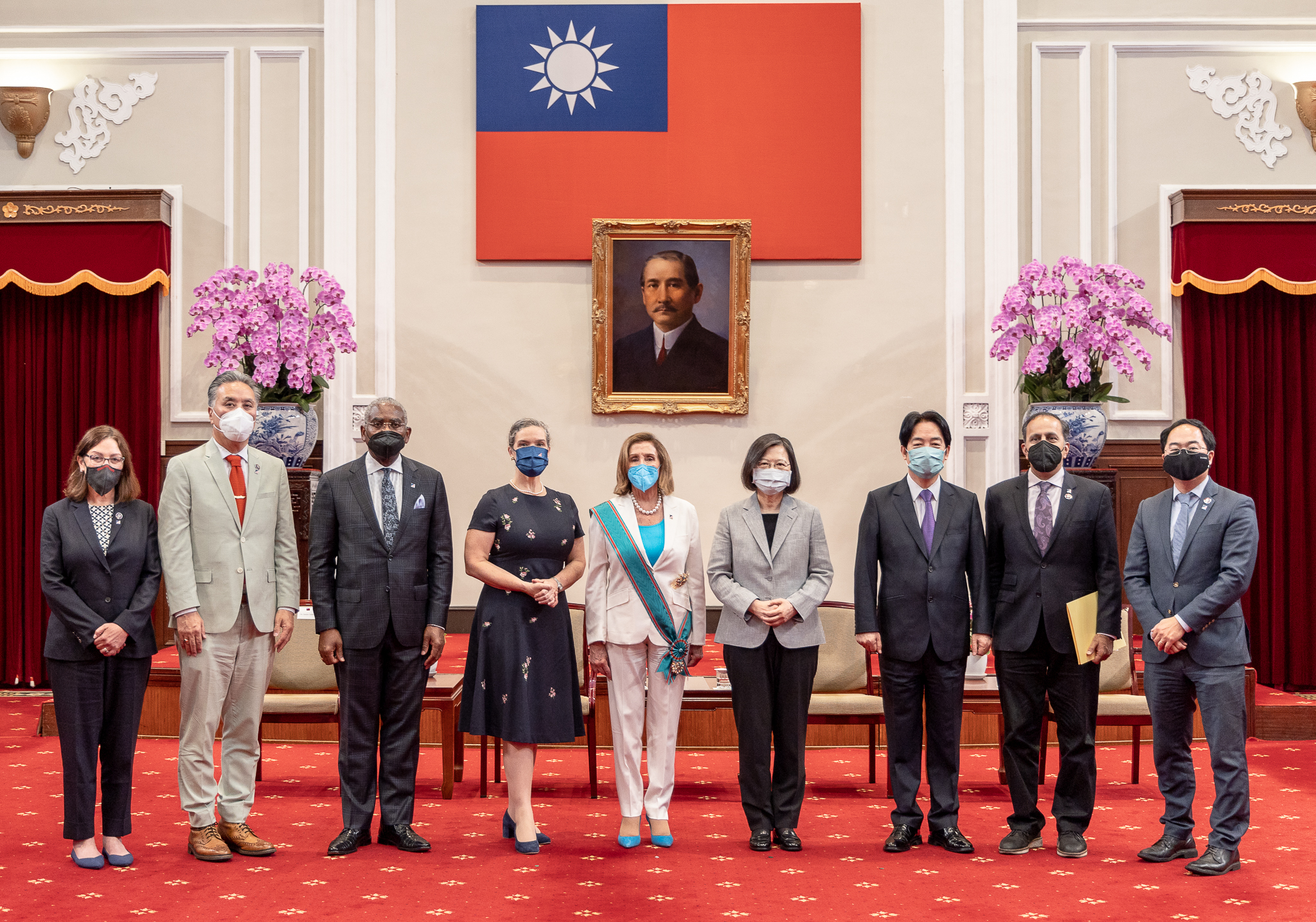
Nancy Pelosi a reçu l'Ordre des Nuages propices avec grand cordon spécial, présenté par la présidente Tsai.

La visite de Nancy Pelosi à Taïwan est le déplacement de la présidente de la Chambre des représentants des États-Unis, Nancy Pelosi, à Taïwan, aussi connue officiellement sous le nom de république de Chine, le 2 août 2022, dans le cadre d'une tournée en Asie avec de courtes escales à Singapour, en Malaisie, en Corée du Sud et au Japon. La Maison-Blanche ne soutient pas officiellement la visite,,.
Peu de temps après son arrivée, Nancy Pelosi déclare que sa visite est un signe de « l'engagement indéfectible des États-Unis à soutenir la démocratie dynamique de Taïwan ». Elle est accueillie par des habitants portant les couleurs du drapeau ukrainien, jaune et bleu. D'après un sondage cité par le quotidien britannique The Guardian, deux tiers des Taïwanais jugent que sa venue risque de déstabiliser l'équilibre régional. Elle visite le Yuan législatif et rencontre la présidente Tsai Ing-wen le jour suivant.

## Contexte
Les États-Unis pratiquent une diplomatie dite d'« ambiguïté stratégique » concernant la Chine : s'ils ne reconnaissent qu’un seul gouvernement chinois, celui de Pékin, ils apportent parallèlement un appui militaire à Taipei.

Carte de localisation de la Chine continentale et de la région de Taïwan.

Au matin du 2 août, on ne savait pas encore si Nancy Pelosi se rendrait à Taïwan, la présidente de la Chambre des représentants des États-Unis entretenant le flou sur ses projets,,. Le représentant de la Sécurité nationale de la Maison Blanche, John Kirby, déclare dans la soirée du 1er août (EDT) que la Chine pourrait répondre par une attaque au missile près de Taïwan ou pourrait mener toute autre action militaire pour montrer sa désapprobation de la visite d'une personnalité politique américaine. Dans le même temps, Kirby déclare que les États-Unis n'avaient pas peur des menaces de la Chine et ne resteraient pas les bras croisés en cas d'agression.
Dans une tribune sur le Washington Post, Nancy Pelosi écrit le 2 août : « Nous entreprenons ce voyage à un moment où le monde est confronté à un choix entre l'autocratie et la démocratie. Alors que la Russie mène sa guerre préméditée et illégale contre l'Ukraine, tuant des milliers d'innocents — même les enfants - il est essentiel que l'Amérique et nos alliés indiquent clairement que nous ne cédons jamais aux autocrates. »
L’armée taïwanaise effectue les jours précédents la visite de Nancy Pelosi ses plus importants exercices militaires annuels, qui comprennent des simulations d’interception d’attaques chinoises depuis la mer. Dans le même temps, le porte-avions américain USS Ronald Reagan et sa flottille quittent Singapour pour se diriger vers la mer de Chine méridionale, tandis que d'autres troupes américaines mènent des exercices en Indonésie. En guise de réponse, la Chine organise un exercice militaire dans le détroit de Taïwan.

## Visite

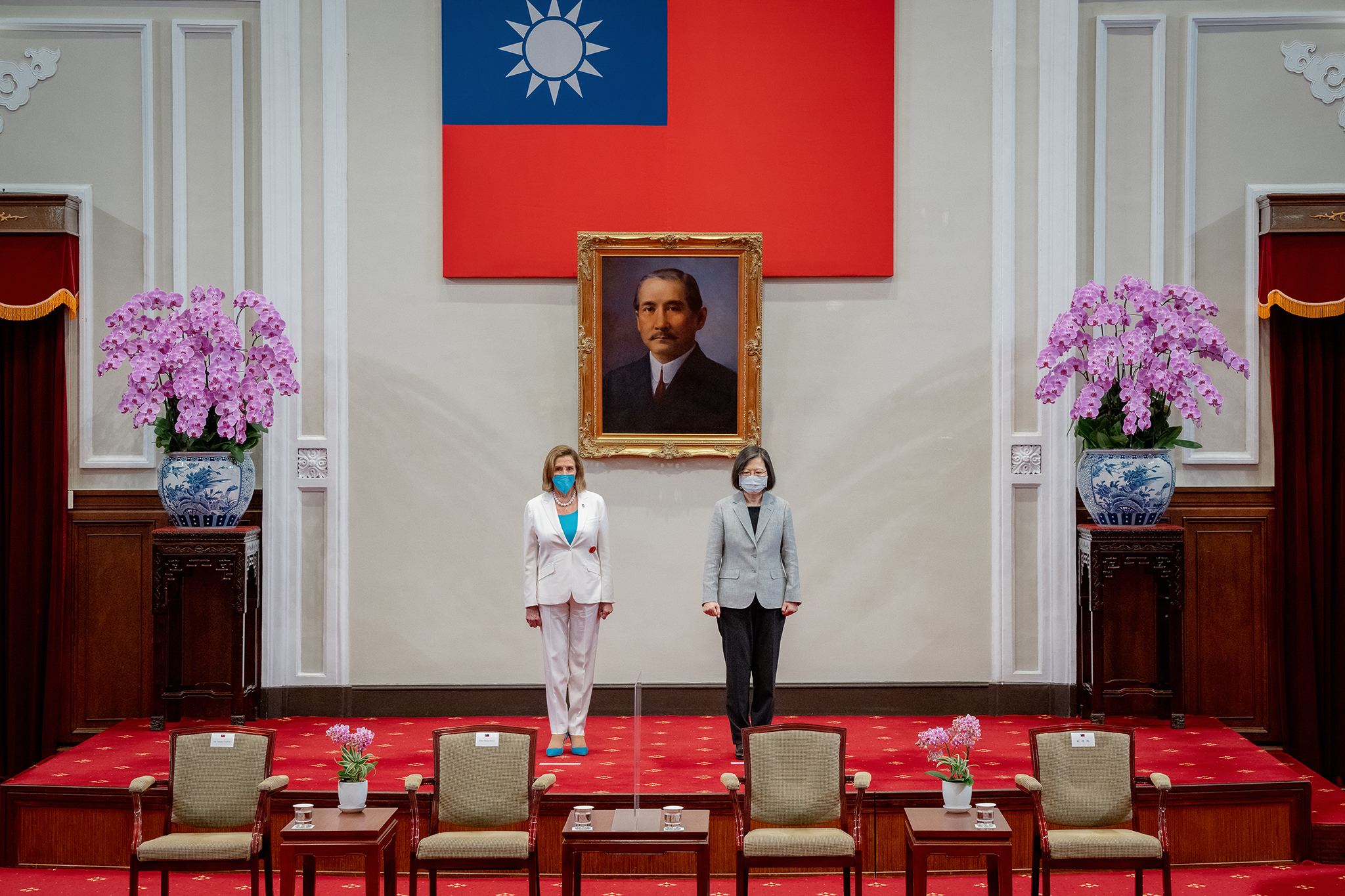
Nancy Pelosi et la présidente Tsai.

Nancy Pelosi arrive à Taipei, à Taiwan, à 22 h 43 le soir du 2 août, via un avion militaire et est reçue par le ministre des Affaires étrangères Joseph Wu.
À Taïwan, les avis sont partagés sur la visite de Nancy Pelosi mais à son arrivée, le Parti démocrate progressiste au pouvoir et le parti d'opposition Kuomintang approuvent la visite. Elle rencontre la présidente Tsai Ing-wen le 3 août et reçoit une médaille d'honneur, l'ordre de première classe des Nuages propices (avec le grand cordon spécial), au bâtiment du bureau présidentiel. Nancy Pelosi s'adresse au Yuan législatif.
La dernière activité de la délégation est une visite, à partir de 14 h 40 et pendant une heure, au Musée national des droits de l'homme (en) au parc commémoratif de la terreur blanche de Jing-Mei (en) documentant la période de la terreur blanche à Taiwan. Au cours de la visite, la délégation rencontre Wu'erkaixi, un ancien leader étudiant des manifestations de la place Tiananmen, Lam Wing-kee (en), un libraire dissident de Hong Kong, Lee Ming-che (en), un militant taïwanais emprisonné en Chine, et Kelsang Gyaltsen Bawa, le représentant du Bureau du Tibet à Taïwan.

## Délégation de Nancy Pelosi
La délégation de la présidente Nancy Pelosi comprend les membres suivants de la Chambre des représentants des États-Unis :
- Gregory Meeks (D-NY)[20]
- Raja Krishnamoorthi (D-IL)[20]
- Suzan DelBene (D-WA)[20]
- Andy Kim (D-NJ)[20]
- Mark Takano (D-CA)[20]

## Réactions
La République populaire de Chine (RPC) réagit de manière très critique à cette visite, ayant précédemment indiqué à plusieurs reprises et sous diverses formes que la visite d'un haut responsable américain à Taïwan serait considérée comme une violation de l'intégrité territoriale, de la souveraineté et des intérêts stratégiques de la RPC, puisque la RPC considère Taïwan et les zones contrôlées par Taïwan comme faisant partie de son territoire. Dans un discours téléphonique entre le président américain Joe Biden et le chef de la RPC Xi Jinping la semaine précédente, le gouvernement de la RPC avait averti que les États-Unis « joueraient avec le feu » si Biden autorisait Pelosi à visiter Taïwan. En particulier, le 2 août, l'ambassadeur de la RPC à l'ONU, Zhang Jun, déclare qu'une telle visite est provocatrice et saperait les relations sino-américaines.
Le ministère de la Défense nationale de Taïwan signale que vingt et un avions de l'armée de l'air de l'Armée populaire de libération (dix chasseurs J-16, huit chasseurs J-11, un avion aéroporté d'alerte avancée et de contrôle KJ-500, un avion de guerre électronique Y-9 et un avion de renseignement électromagnétique Y-8) ont volé dans sa zone d'identification de défense aérienne le 2 août.
En réponse à la visite de Nancy Pelosi à Taipei, dans la nuit du 2 août, le PLA Eastern Theatre Command (en) commence des exercices conjoints de la marine et de l'armée de l'air dans les régions au nord, au sud-ouest et au sud-est de Taïwan, des tirs d'artillerie à longue distance et à balles réelles dans le détroit de Taiwan et des tirs d'essai de missiles à tête conventionnelle dans les eaux à l'est de Taïwan,. En outre, la Chine annonce qu'elle mènerait des exercices militaires dans les zones entourant Taiwan du 4 au 7 août. L'ambassadeur américain à Pékin, Nicholas Burns, est convoqué par le ministère chinois des Affaires étrangères pour protester contre la visite de Nancy Pelosi.